# Dipseudopsis contorta
Dipseudopsis contorta är en nattsländeart som beskrevs av Banks 1931. Dipseudopsis contorta ingår i släktet Dipseudopsis och familjen Dipseudopsidae. Inga underarter finns listade i Catalogue of Life.